# イアン・ワトスン

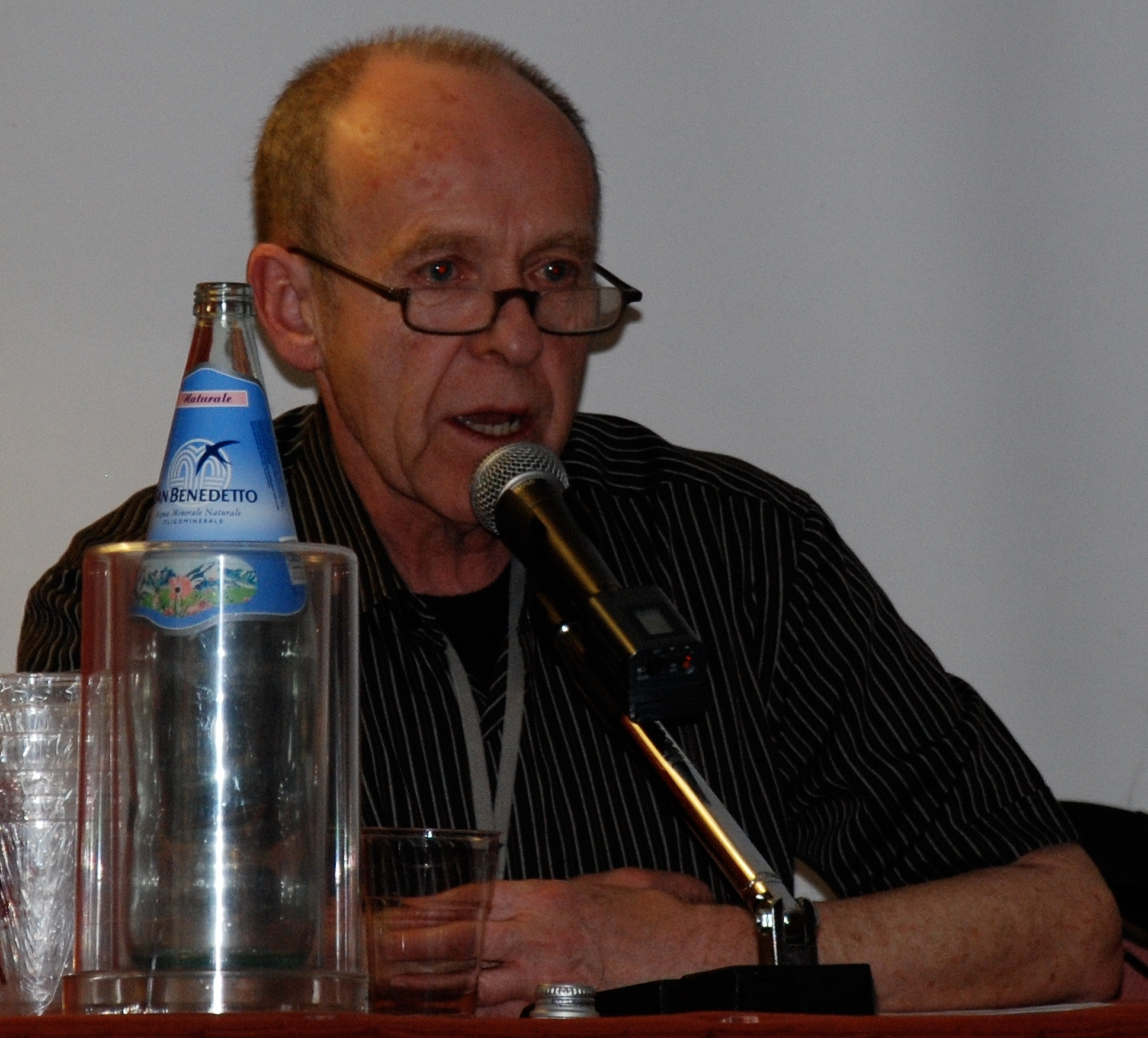
イアン・ワトスン

イアン・ワトスン（Ian Watson, 1943年4月20日 - ）は、イギリスのSF作家。1970年代以降の、ポスト・ニュー・ウェーブの代表的な作家。初期には奇想的なアイディアと観念的なテーマを特徴とし、難解とも言われたが、後に物語性を重視する作風となり、ファンタジー、ホラー作品も手掛ける。

## 経歴
イングランドのノーサンバーランド州ノースシールズ生まれ。タインマウス・スクールでは化学者、植物学者を志すが、16歳の時にオックスフォード大学ベリオール・カレッジに入学し、英語英文学、特に19世紀の詩、小説を学んだ。1966年に文学の修士号を取得。1965年から1966年にタンザニアのダルエスサラームにある東アフリカ大学で、1967年から1970年には東京教育大学、慶應義塾大学、日本女子大学で、英文学の講師を務めた。その後バーミンガム・ポリテクニックで講師となる。
日本滞在中からSFを書き始め、1969年に短編Root Garden Under Saturnを『ニュー・ワールズ』誌に発表して作家デビューした。1970年に長編『オルガスマシン』を執筆するが、内容の過激さのため英語圏では出版されず、後にフランス語版、ポルトガル語版と日本語版のみ刊行されている。次いで1973年に発表した長編『エンベディング』が高い評価を受け、フランスのアポロ賞、スペインのシクラス賞を受賞、作家としての地位を確立した。
1990年に、スタンリー・キューブリックによるブライアン・オールディス原作「スーパートイズ」の映画化のストーリー作成に参加し、後のスティーヴン・スピルバーグ監督『A.I.』(2001年)に生かされた。
代表作に『マーシャン・インカ』「黒き流れ三部作」など。

## 作品
ワトスンは日本に滞在したときの、「21世紀的な環境」を経験したことがきっかけでSFを書き始め、エッセイでは「私を未来の衝撃でうちのめし、SF作家にしたのは日本だ」と語っている。『エンベディング』のモザンビークの場面にはタンザニア滞在時の体験が生かされているなどの他、同作や短編「銀座の恋の物語」などの作品で日本や日本人についての描写に生かされている。『デクストロII接触』では異星探検隊に加わった、日本人の言語学者高橋恵子が物語の大きな意味を与えられている。また『マーシャンインカ』などに現れる、西欧文明に対する批判的な視点にも、これらの経験は無縁では無い。『エンベディング』では、ノーム・チョムスキーの言語理論や、レーモン・ルーセル『新アフリカの印象』での言語実験も取り入れた言語構造の変革のアイデアに、神話や文化人類学的視点を盛り込んだ作品で、イギリス、アメリカ、ヨーロッパで絶賛された。自作については、「存在の性質と知識の性質に関する、小説の形をとったリサーチ・プログラムだと考えている」（カーティス・スミス編『20世紀SF作家辞典』）と述べている。1970年代にクリストファー・プリーストと論争を交わし、プリーストはSFといえども文学的完成度が重視されなければならないという立場なのに対し、ワトスンはSFではアイデアを、特に観念的意味あいで重視すべきとの立場を示した。

テーブルトークRPGWarhammer 40,000を下敷きにした、多数の作家によるシェアワールド連作ヒロイック・ファンタジーにも、1990年から4作を書いている。

### 作品リスト
- A Cat's Eye View（1969年）（日本の高校・大学用英語テキスト）
- 『エンベディング』 The Embedding（1973年）：1974年ジョン・W・キャンベル記念賞第2席、1975年アポロ賞、シクラス賞海外長編部門
- 『ヨナ・キット』The Jonah Kit（1975年）：1978年英国SF作家協会賞
- 『オルガスマシン』Orgasmachine（1976年）（フランス語、ポルトガル語版）
- 『マーシャン・インカ』The Martian Inca（1977年）
- Japan Tomorrow（1977年）（日本の高校・大学用英語テキスト）
- Miracle Visitors（1978年）
- 『超低速時間移行機』The Very Slow Time Machine（1979年）（短編集）
- God's World（1979年）
- The Gardens of Delight（1980年）
- 『デクストロII接触』Under Heaven's Bridge（1981年）（マイクル・ビショップと共作）
- Deathhunter（1981年）
- Sunstroke（1982年）（短編集）
- Chekhov's Journey（1983年）
- Converts（1984年）
- 『川の書』The Book of the River（1984年）（黒き流れ三部作）
- 『星の書』The Book of the Stars（1984年）（黒き流れ三部作）
- 『存在の書』The Book of Being（1984年）（黒き流れ三部作）
- 『スロー・バード』Slow Birds（1985年）（短編集）
- The Book of Ian Watson（1985年）（エッセイ・短編集）
- Queenmagic, Kingmagic（1986年）
- Evil Water（1987年）（短編集）
- The Power（1987年）
- The Fire Worm（1988年）
- Whores of Babylon（1988年）
- Meat（1988年）
- Salvage Rites（1989年）（短編集）
- The Flies of Memory（1990年）
- Warhammer 40,000: Inquisitor（1990年）
- Stalin's Teardrops（1991年）（短編集）
- Warhammer 40,000: Space Marine（1993年）
- Lucky's Harvest: The First Book of Mana（1993年）
- The Coming of Vertumnus（1994年）（短編集）
- The Fallen Moon: The Second Book of Mana（1994年）
- Warhammer 40,000: Harlequin（1994年）
- Warhammer 40,000: Chaos Child（1995年）
- Hard Questions（1996年）
- Oracle（1997年）
- The Lexicographer's Love Song（2001年）
- The Great Escape（2002年）（短編集）
- Mockymen（2003年）

編著（アンソロジー）
- 『展覧会の絵』Pictures at an Exhibition（1981年）
- Changes: Stories of Metamorphosis（1983年）（マイクル・ビショップと共編）
- Afterlives: An Anthology of Stories About Life After Death（1986年）（パメラ・サージェントと共編）

## 注
1. 1 2  大森望（『S-Fマガジン』1987年10月号）
2. ↑  山岸真「世界の広さ」作品解説（『S-Fマガジン』1987年10月号）